# السيئ والجميلة (فلم)
السيئ والجميلة (بالإنجليزية: The Bad and the Beautiful) هو فيلم تم إنتاجه في الولايات المتحدة وصدر في سنة 1952.

## طاقم التمثيل
- لانا تيرنر
- كيرك دوغلاس

### ترشيحات وجوائز
| السنة | الحدث  | الفئة              | النتيجة |
| ----- | ------ | ------------------ | ------- |
|       | أوسكار | أفضل تصوير سينمائي | فوز     |

## الميزانية والإيرادات
بلغت تكلفة إنتاج الفيلم حوالي 1,558,000 دولار بينما حقق أرباحا تقدر بـ 2.35 مليون دولار ().

## وصلات خارجية
- مقالات تستعمل روابط فنية بلا صلة مع ويكي بيانات